# Elise Cranny
Elise Cranny (Niwot, Colorado; 9 de mayo de 1996) es una atleta estadounidense, especialista en carreras de media y larga distancia.

## Carrera
Cranny estudió en el instituto Niwot de Colorado, donde ganó dos campeonatos estatales de cross. Corrió en la universidad para Stanford, donde terminó segunda en cuatro campeonatos de la División I de la NCAA y fue 12 veces All-American. Tras graduarse en 2018, se hizo profesional con el Bowerman Track Club.
En un encuentro entre equipos del Bowerman Track Club el 31 de julio de 2020, Cranny compitió como miembro del tándem de relevos de 4 × 1500 metros junto a Colleen Quigley, Karissa Schweizer y Shelby Houlihan. El equipo hizo un tiempo de 16:27,02 minutos que superó el anterior récord mundial de 16:33,58 del equipo de Kenia por más de 6 segundos.
Entre las competidoras estadounidenses, Cranny consiguió el mejor tiempo en los 10 000 metros y el segundo mejor tiempo en los 5000 metros al entrar en las pruebas olímpicas de Estados Unidos de 2021. El 21 de junio de 2021, en Eugene (Oregón), Cranny terminó 0,3 segundos por delante de su compañera de equipo del Bowerman Track Club Karissa Schweizer, clasificándose para el equipo olímpico de Estados Unidos para Tokio 2020, con un tiempo de 15:27,81 minutos. Cranny corrió los últimos 400 metros en 63,72 segundos.
El 30 de julio de 2021, compitió en la carrera clasificatoria de los 5000 metros en el Estadio Olímpico de Tokio, corriendo en la segunda serie, donde quedó cuarta de la misma, con una marca de 14:56,14 minutos, rebajando en más de treinta segundos la marca con la que se clasificó. Pasando a la ronda final, Cranny terminó decimotercera en la última carrera, con 14:55,98 minutos de registro, consiguiendo una nueva bajada de sus tiempos.
El 11 de febrero de 2022, Cranny estableció un nuevo récord americano en la distancia de 5000 metros en pista cubierta en el David Hemery Valentine Invitational de la Universidad de Boston, completando la prueba en 14:33,17, 14 segundos más rápido que la marca de Shalane Flanagan de 14:47.

## Resultados

### Por temporada
| Representando a Estados Unidos | Representando a Estados Unidos       | Representando a Estados Unidos | Representando a Estados Unidos | Representando a Estados Unidos | Representando a Estados Unidos |
| ------------------------------ | ------------------------------------ | ------------------------------ | ------------------------------ | ------------------------------ | ------------------------------ |
| Año                            | Competición                          | Lugar                          | Puesto                         | Modalidad                      | Marca                          |
| 2019                           | ISTAF Berlín                         | Berlín                         | 13.ª                           | 5000 m                         | 15:27,41 min.                  |
| 2019                           | The Match Europe vs. USA             | Minsk                          | 1.ª                            | 1500 m                         | 4:05,83 min.                   |
| 2019                           | The Match Europe vs. USA             | Minsk                          | 4.ª                            | 3000 m                         | 9:00,70 min.                   |
| 2021                           | Juegos Olímpicos                     | Tokio                          | 13.ª                           | 5000 m                         | 14:55,98 min.                  |
| 2021                           | Liga de Diamante - Meeting de París  | París                          | 4.ª                            | 3000 m                         | 8:30,30 min.                   |
| 2021                           | Liga de Diamante - Weltklasse Zürich | Zúrich                         | 10.ª                           | 5 km.                          | 15:56 min.                     |
| 2022                           | Campeonato Mundial de Atletismo      | Eugene                         | 9.ª                            | 5000 m                         | 14:59,99 min.                  |

### Mejores marcas
| Disciplina   | Marca         | Lugar               | Fecha                |
| ------------ | ------------- | ------------------- | -------------------- |
| 800 metros   | 2:04:53 min.  | Portland            | 7 de agosto de 2020  |
| 1500 metros  | 4:02:62 min.  | Portland            | 29 de mayo de 2021   |
| 3000 metros  | 8:30:30 min.  | París               | 28 de agosto de 2021 |
| 5000 metros  | 14:48:02 min. | Portland            | 30 de junio de 2020  |
| 10000 metros | 30:14:66 min. | San Juan Capistrano | 6 de marzo de 2022   |